# Cantonul Angers-Nord-Ouest
Cantonul Angers-Nord-Ouest este un canton din arondismentul Angers, departamentul Maine-et-Loire, regiunea Pays de la Loire, Franța.

## Comune
- Angers (parțial, reședință)
- Avrillé